# والنتین مورکوکین
والنتین مورکوکین (روسی: Валентин Иванович Морковкин؛ ۲۰ سپتامبر ۱۹۳۳ – ۱ ژانویهٔ ۱۹۹۹) قایقران روئینگ اهل روسیه بود.